# HTV-9
L'HTV-9, també conegut com a El Kounotori 9 (こうのとり9号機), és el novè vol del H-II Transfer Vehicle, la nau espacial de càrrega robotitzada de subministraments a l'Estació Espacial Internacional de JAXA. El llançament fou el 20 de maig de 2020, a les 17:31:00 UTC.
El Kounotori 9 serà l'últim HTV del model original, a les següent missions serà substituït per la nau HTV-X

## Càrrega
El Kounotori 9 va portar aproximadament 6200 kg de càrrega total, 4300 kg en el compartiment pressuritzat i 1900 kg en el compartiment despressuritzat.
A més dels articles alimentaris i productes per a tripulació, la càrrega del compartiment pressuritzat (Pressurized Logistics Carrier; PLC) també portava:
- càrrega de JAXA :
  - Mòdul d'Experiment de Combustió sòlid (SCEM)
  - Imatge estàndard integrada per a microsatèl·lits (iSIM), una càrrega de demostració de tecnologia comercial de Satlantis[4][5]
  - Equipament per a la col·laboració empresarial dels mitjans espacials (Space Frontier Studio KIBO)
  - Confocal Space Microscopy (COSMIC)

- càrrega de la NASA:
  - EXPRESSA Rack 11B (ER11B)
  - Tanc pel sistema d'emmagatzematge d'aigua (WSS)
  - Dipòsit de nitrogen a alta pressió pel sistema de recàrrega d'oxigen amb nitrogen (NORS)

- càrrega de l'ESA:
  - European Drawer Rack Mark II (EDR2)

El compartiment despressuritzat Unpressurized Logistics Carrier (ULC) transportava les sis bateries d'ions de liti Orbital Replacement Units (ORU) per substituir les bateries de níquel-hidrogen existents a l'EEI. Aquest és l'últim transport de bateries de recanvi, després de les missions Kounotori 6, Kounotori 7, i Kounotori 8.

## Operacions

### Llançament

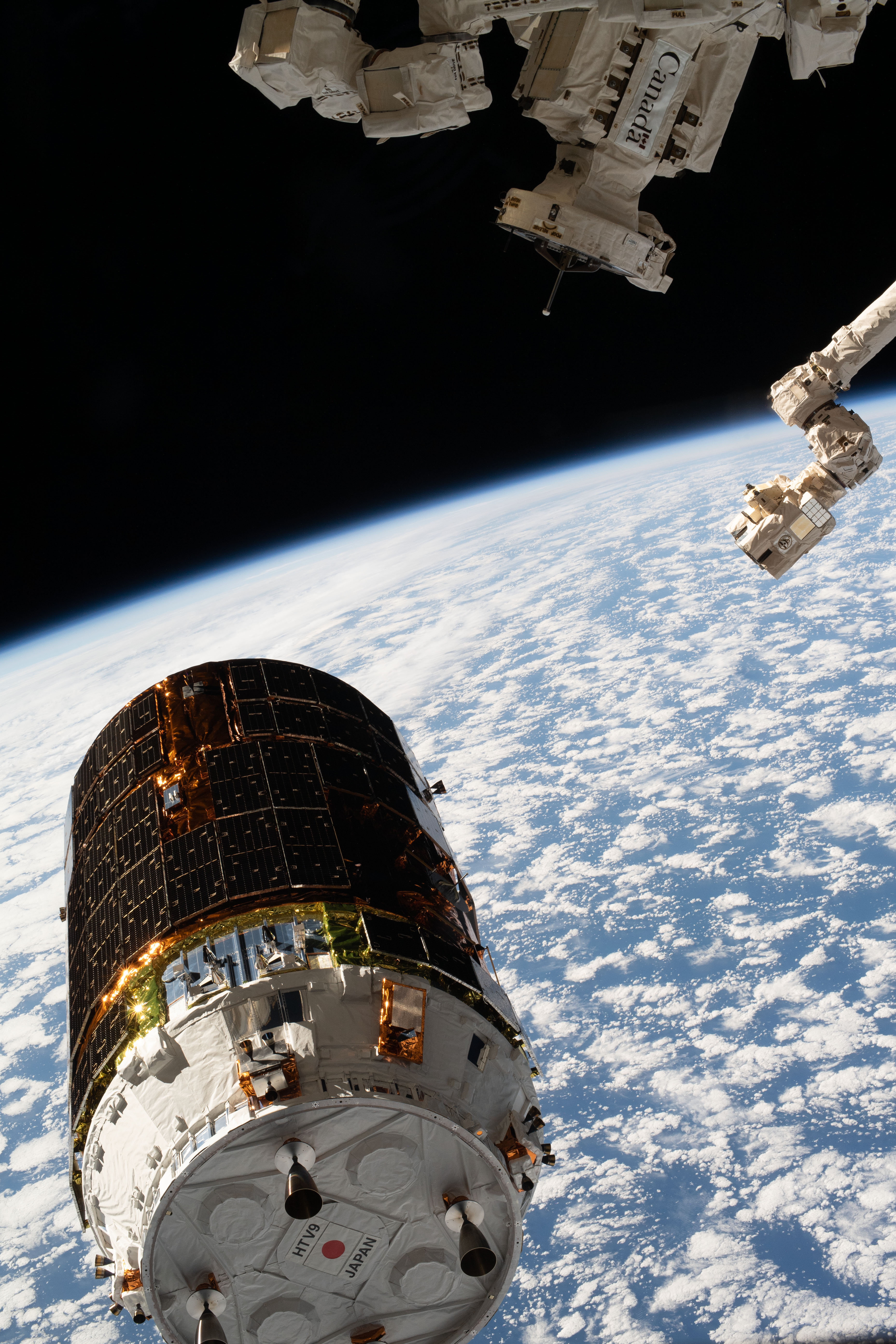
El Kounotori 9 a prop de l'EEI per ser capturat pel SSRMS

El Kounotori 9 es va llançar amb el novè i últim llançament del coet H-IIB el 20 de maig de 2020, a les 17:31:00 UTC. El llançament va tenir lloc enmig de la pandèmia per COVID-19, de manera que els llocs habituals de visió del llançament van quedar tancats per als espectadors i les oficines locals van sol·licitar no visitar-les per a l'observació del llançament.
Després de l'exitós llançament, el Kounotori 9 va arribar prop de l'Estació Espacial Internacional el 25 de maig de 2020, i va ser capturat per SSRMS a 12:13 UTC. Fou amarrat al Common Berthing Mechanism (CBM) del mòdul Harmony. L'operació d'amarratge fou completada a les 18:25 UTC.

### Operacions atracat a l'EEI
La tripulació de l'EEI va obrir el portell del PLC del Kounotori i va entrar a les 19:24 UTC. El trasllat de càrrega pressuritzada va començar el 26 de maig.
El pallet EP9 (Exposat Pallet 9) que anava al compartiment no pressuritzat (ULC) i que portava bateries d'ions de liti, es va treure amb el braç robòtic SSRMS l'1 de juny de 2020. i va restar ancorat a l'exterior de l'EEI fins que la tripulació va canviar les bateries, Aleshores, el pallet EP8 (Exposat Pallet 8) del Kounotori 8, que portava les bateries antigues de níquel-hidrogen, va ser guardat a la ULC a les 02:48 del 2 de juny de 2020.

### Retorn i reentrada atmosfèrica
El 18 d'agost de 2020 el Kounotori 9 es va desacoblar del mòdul Harmony sent alliberat pel braç robòtic SSRMS deixant l'òrbita a les 17:36 UTC. La destrucció de la nau durant la reentrada a l'atmosfera terrestre fou cap a les 07:07 UTC, el 20 d'agost de 2020.